# Hibris

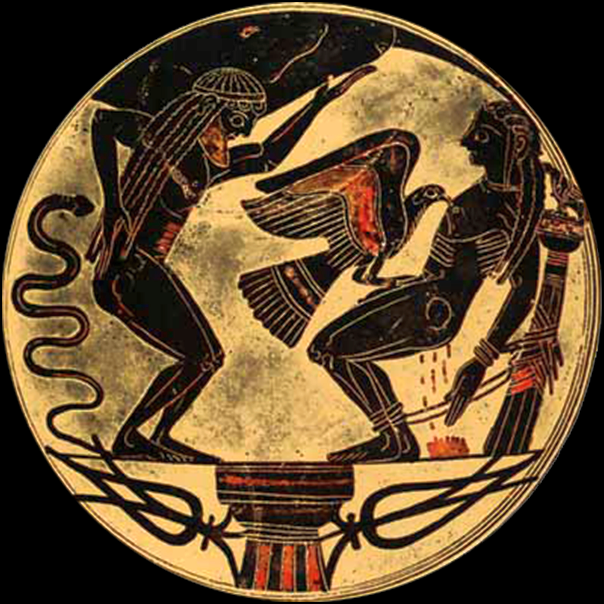
Ceràmica de figures negres (550 aC) que representa Prometeu complint la seva condemna, lligat a una columna.

L'hibris (grec antic: ὕϐρις, hibris) és un orgull extrem que porta a desafiar els límits tot sobreestimant les pròpies capacitats o drets. Aquest excés és usualment castigat a les històries on apareix per la societat o una força posterior. Originàriament tenia un sentit de crim d'abús i humiliació de la víctima, especialment sexual o amb sadisme, però va acabar adquirint aquesta connotació d'extralimitació superba.
La diferència fonamental entre l'hibris clàssica i la moderna és que les civilitzacions grecoromanes consideraven que la falta venia de no acceptar el propi destí (per això intervé Nèmesi com a venjadora) mentre que la relectura posterior l'assimila a un pecat. Les metamorfosis o híbrids (paraula que deriva de la falta) dels orgullosos són un càstig freqüent a la mitologia.

## Hibris divina
Un dels casos que més apareix a la literatura és l'hibris divina, l'intent d'igualar-se als déus. La Torre de Babel n'és un exemple bíblic: amb aquesta construcció els homes volien arribar al cel (és a dir, a la casa de Déu). El càstig ve de la confusió lingüística entre els seus treballadors, fer que impossibilita continuar les obres. Igualment Ícar vol volar fins al cel i el sol fon les seves ales, amb resultats fatals. El mateix Llucifer volia igualar el poder dels àngels i de Déu i per això va ser condemnat a l'infern, des d'on es dedica a temptar els homes perquè l'imitin i perdin la salvació de la seva ànima (el pacte amb el diable prové d'aquí).
El doctor Frankenstein peca d'hibris quan vol engendrar vida, un privilegi destinat només al Creador i el monstre que emergeix del seu experiment pot ser vist com un càstig. Frankenstein encarna l'arquetip de científic boig, el qual en general vol anar més enllà dels límits ètics de la ciència o de les fronteres humanes. Es troben variants en nombroses obres contemporànies, tant als llibres com al cinema (per exemple el protagonista d'Inception que influeix en la ment aliena sense tenir-hi dret).
A vegades aquesta equiparació sorgeix de creure's el millor fent alguna cosa. Múltiples personatges de la mitologia grega es vanten de superar els déus en alguna habilitat i aquests, enfadats, els castiguen per l'hibris que demostren, com en el cas d'Aracne o Tàmiris. Per això aquesta falta sovint comporta alhora impietat o blasfèmia.

## Hibris política
Segons Arnold Joseph Toynbee l'hibris política és una de les causes de la caiguda dels imperis al llarg de la història i s'esdevé quan els líders intenten abastar més del que poden assumir, per exemple creant un imperi més extens o entrant en guerres innecessàries per orgull de vèncer, o bé quan s'apropen a la tirania pels seus excessos i ocasionen revoltes internes. Cita com a exemples l'imperi assiri, que va ser derrotat pels perses quan va sortir del seu àmbit territorial natural, o Gregori VII, a qui acusa d'haver precipitat el protestantisme per les seves accions constants de reforma.
Les derrotes militars causades per l'hibris dels seus líders són nombroses. Alguns exemples famosos són la batalla de Salamina, la campanya napoleònica a Rússia, la batalla d'Isandhlwana o la Guerra del Vietnam. Una victòria pírrica a vegades també es relaciona amb l'hibris, ja que els costos de guanyar són desproporcionats i sovint es deuen a la tossuderia dels combatents a continuar lluitant. El ritual romà del memento mori era una prevenció contra l'hibris dels generals victoriosos.
Alguns arguments de l'ecologisme afirmen que la humanitat peca d'hibris quan exhaureix els recursos naturals, gastant més del que li pertoca o pot permetre i el "càstig" de la Terra vindria en forma de desastres naturals o futura escassedat.